# Stebník
Stebník é um município da Eslováquia, situado no distrito de Bardejov, na região de Prešov. Tem 20,53 km² de área e sua população em 2018 foi estimada em 301 habitantes.

## Demografia
| Ano:        | 1994 | 2004   | 2014    | 2024   |
| ----------- | ---- | ------ | ------- | ------ |
| Broj ljudi: | 359  | 340    | 294     | 303    |
| Razlika:    |      | -5,29% | -13,52% | +3,06% |

| Ano:               | 2023 | 2024   |
| ------------------ | ---- | ------ |
| Número de pessoas: | 311  | 303    |
| Diferença:         |      | -2,57% |